# Чижов, Владимир Петрович
Владимир Петрович Чижов — советский хозяйственный, государственный и политический деятель, Герой Социалистического Труда.

## Биография
Родился в 1904 году в Люблине. Член КПСС с 1925 года.
С 1924 года — на хозяйственной, общественной и политической работе. В 1924—1972 гг. — в Рабоче-Крестьянской Красной Армии, на инженерных должностях на заводах Ленинграда, участник Великой Отечественной войны, командир батальона, помощник начальника отделения кадров и укомплектования Управления трофейного вооружения Ленинградского фронта, старший помощник начальника 2-го отдела Трофейного управления Северной группы войск 2-го Белорусского фронта, на инженерных должностях в оборонной промышленности СССР, начальник Конструкторского бюро № 1 (КБ-1, п/я 1323) Министерства оборонной промышленности СССР, генеральный директор Московского конструкторского бюро (МКБ) «Стрела» Минрадиопрома СССР.
Указом Президиума Верховного Совета СССР от 29 июля 1966 года присвоено звание Героя Социалистического Труда с вручением ордена Ленина и золотой медали «Серп и Молот».
Умер в Москве в 1985 году. Похоронен на Головинском кладбище.